# Iglesia de Santo Tomás Apóstol (Otero de Sanabria)
La iglesia de Santo Tomás Apóstol es un edificio religioso ubicado en la localidad sanabresa de Otero de Sanabria, provincia de Zamora, España.
Este templo parroquial posee una arquitectura de románico tardío, con ampliaciones y reformas posteriores del siglo XVII y XVIII. Se trata de uno de los edificios más destacados de la arquitectura religiosa de Sanabria por su atípica cúpula.
En lo arquitectónico están representados diversos estilos, desde el románico, neoclásico, al mudéjar y barroco. No conserva nada de su arquitectura visigoda y del románico del siglo XII conserva el ábside y la pila del agua bendita, apenas pasado el cancel. El edificio que hoy vemos es del siglo XVIII y alberga un gran retablo renacentista en madera policromada.
Es conocida como “la Capilla Sixtina sanabresa” o "la Capilla Sixtina rural", llamada así por el valor artístico de las pinturas murales que conserva.

## Historia y descripción
El templo románico fue levantado sobre otro anterior (suevo o visigótico). En el siglo XVIII se derruyó la nave románica y se levantaron las tres naves actuales, como consta en la inscripción grabada bajo el pórtico a la izquierda de la puerta de entrada: Hízose esta obra de arcos y naves siendo cura Antonio de Prada Zifuentes y maestro Antonio Cerviño. Año de 1717.
32 años después se levantó la torre, cuyos tres primeros cuerpos son cuadrados, divididos por una cornisa con moldura; el segundo alberga un rosetón para dar luz al coro interior, y en la clave del rosetón consta grabación con la fecha del año 1749. El pórtico de tres arcos de medio punto sostenidos por pilastras lleva la fecha de 1763. La sacristía, al exterior, adosada al muro norte del ábside cuya puerta de entrada abrieron en el mismo, rompiendo su grande espesor, lleva al exterior la fecha de 1769. Al año siguiente, a la izquierda del pórtico, levantaron la capilla de ánimas que lleva en el exterior la fecha de 1770. Esta capilla quiebra algo la armonía del resto. Finalmente pintaron las tablas que cubren las tres naves en el año de 1773, como figura en lo alto de la nave central en dos inscripciones, una a cada lado: A honra y gloria de Dios y su madre santísima se hizo y pintó esta obra, y en la de enfrente continúa: Siendo cura don Mauro Chileno de Prada. Año de 1773.
La iglesia de Santo Tomás Apóstol cuenta con diferentes estilos arquitectónicos: románico, mudéjar, barroco o su espectacular retablo de 63 metros cuadrados, que es renacentista. Nada más entrar al templo llama la atención la multitud de pinturas que cubren prácticamente toda la iglesia en sus cubiertas y columnas, popularmente en la comarca se ha denominado a esta iglesia como "la Capilla Sixtina sanabresa".

## Atractivo turístico
Entre octubre de 2018 y septiembre de 2019 se restauraron cuatro de los siete cuadros relieve que se conservan en el templo. Las obras restauradas están dedicadas a las vírgenes y mártires santa Cecilia, santa Águeda, santa Catalina y santa Bárbara, de finales del siglo XVII y principios del XVIII. Además de esta intervención en el taller, el equipo de restauradores recuperó in situ otros tres relieves como la crucifixión, el descendimiento y la ascensión que se pueden admirar en el templo en su lugar original.
En 2020, potenciado por la inminente apertura de la estación de Alta Velocidad en Otero de Sanabria, en un convenio firmado a tres bandas entre Patronato Provincial de Turismo de Zamora, ayuntamiento de Palacios de Sanabria y Obispado de Astorga, se estableció una apertura estable de la iglesia sufragando los gastos de personal entre las tres instituciones.

## Galería de imágenes
|         |
| Fachada |

|          |
| Exterior |

|          |
| Interior |

|       |
| Techo |

|                   |
| Detalle del techo |